# دم‌سوزنی گلوسفید
دم‌سوزنی گلوسفید (نام علمی: Hirundapus caudacutus) نام یک گونه از سرده دم‌سوزنی کوچ‌رو است که در آسیای مرکزی، جنوب سیبری، شبه‌قاره هند، جنوب شرق آسیا، شرق آسیا و استرالیا زندگی میکند.